# Place du Commerce (Aire-sur-l'Adour)

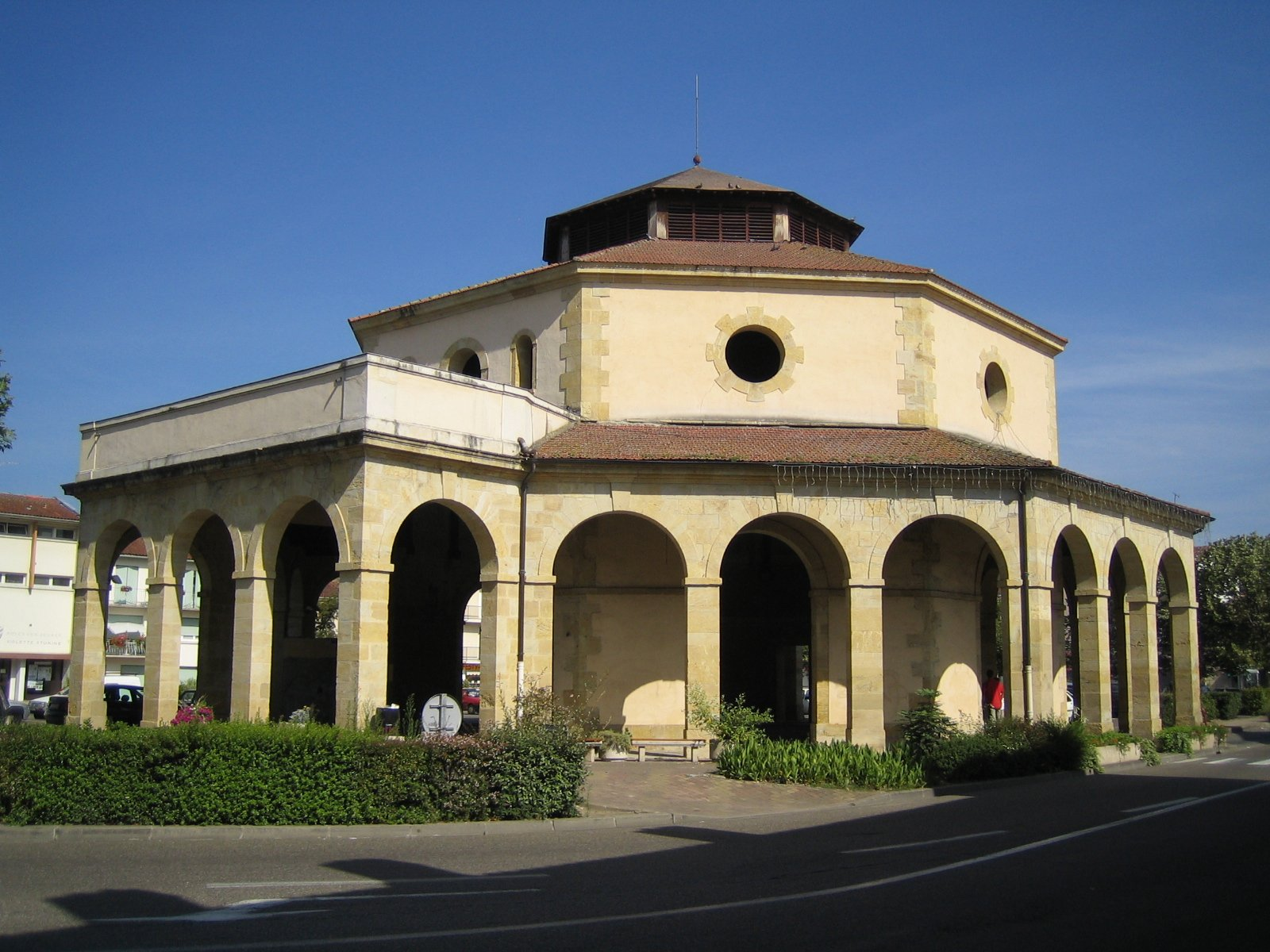
Halle aux Grains op de Place du Commerce

De Place du Commerce is een openbaar plein in de Franse gemeente Aire-sur-l'Adour (Landes).

## Beschrijving
De Place du Commerce is een rechthoekig plein dat in het oosten grenst aan de autoweg D834. Op de zuidoostelijk hoek van het plein staat de Halle aux Grains, de voormalige graanhal uit 1856 die in 1975 is beschermd als monument historique. Het plein is opengesteld voor het autoverkeer en voor parkeren.

## Geschiedenis
Het plein is ontstaan langs de koninklijke weg en naast het Camp de Bégorre, een openbare plaats gelegen tussen de ommuurde bisschopsstad Aire en het bedevaartsoord Le Mas. Het Camp de Bégorre (ook Camp de Gorre) diende als ontmoetingsplaats, marktplaats en plaats waar recht werd gesproken. Tegen het einde van de achttiende eeuw was er al sprake van een echt plein. Het plein vormde de verbinding tussen Aire en Le Mas die geleidelijk aan elkaar vastgroeiden. Dit plein kreeg de naam Place des Sans-Culottes na de Franse Revolutie, Place Napoléon tijdens het Tweede Franse Keizerrijk en Place Thiers tijdens de Derde Franse Republiek. Sinds 1919 draagt het de naam Place du Commerce ("handelsplein").
In de negentiende eeuw werd in de streek veel graan geteeld, maar door het gebrek aan infrastructuur in Aire-sur-l'Adour vond de handel grotendeels in het naburige Garlin plaats. In 1851 kocht het gemeentebestuur een terrein naast het plein om dit te kunnen vergroten. In 1855 liet burgemeester Simon Bié plannen maken voor de bouw van een graanhal op het plein. Deze hal moest toelaten graan en andere landbouwproducten te stockeren en om handel te drijven. Auguste Faullain de Banville werd gekozen als architect en de achthoekige Halle aux Grains werd in 1856 geopend. De graanhandel ging langzaamaan teloor na de Eerste Wereldoorlog. De hal kreeg een nieuwe functie als feestzaal en bioscoop tussen 1937 en 1966. In de jaren 1990 werd de hal gerenoveerd en kreeg daarna een bestemming als evenementenlokatie.